# フレデリク・ウィンター
- フレデリク・ウィンセル
- フレデリク・ウィンテル

フレデリク・フランク・ウィンター（Frederik Franck Winther, 2001年1月4日 - ）は、デンマーク・デンマーク首都地域ゲントフテ出身のサッカー選手。アルスヴェンスカン・ハンマルビーIF所属。ポジションはDF。
日本語での表記は、他に『フレデリク・ウィンセル』や『フレデリク・ウィンテル』などが存在するが、キッカーの日本語版サイトでは『フレデリク・ウィンター』と紹介されている。

## クラブ経歴
6歳の時にボルドクルッベン1903のユースアカデミーに入所し、13歳でリンビーBKのユースアカデミーに加入。2018年に17歳でトップチームに昇格。翌2019年3月20日のデンマーク・ファーストディビジョン (2部リーグ)のシルケボーIF戦でプロデビュー。デビュー以降先発に抜擢され、2018-19シーズンは8試合に起用され、デンマーク・スーペルリーガ復帰に貢献。翌2019-20シーズンは一気にチームの主力選手に成長し、初のトップリーグで30試合に出場。早くも国外チームからの関心を惹くようになり、アヤックス・アムステルダムやPSVアイントホーフェンをはじめ、RBライプツィヒやレッドブル・ザルツブルクなどが興味を示す中、FCアウクスブルクもウィンターの獲得に迫っていることが報じられた。
2020年10月5日、FCアウクスブルクと5年契約を締結し、2021年7月より加入することを発表。2020-21シーズンはローン移籍の形でリンビーBKに残留。同シーズン最終戦の2021年5月24日のヴェイレBK戦でプロ初ゴールを決めた。2023年1月31日、ブレンビーIFにローン移籍。2024年1月29日、GDエストリル・プライアにローン移籍。
2024年3月28日、ハンマルビーIFに移籍した。

## 代表経歴
2018年から各ユース世代のデンマーク代表に随時招集されている。